# Mimetaxalus
Mimetaxalus – rodzaj chrząszczy z rodziny kózkowatych i podrodziny zgrzypikowych. 

## Zasięg występowania
Przedstawiciele tego rodzaju występują na Madagaskarze.

## Systematyka
Do Mimetaxalus należą 2 gatunki:
- Mimetaxalus densepunctatus
- Mimetaxalus ochreoapicalis